# Jerome State Historic Park

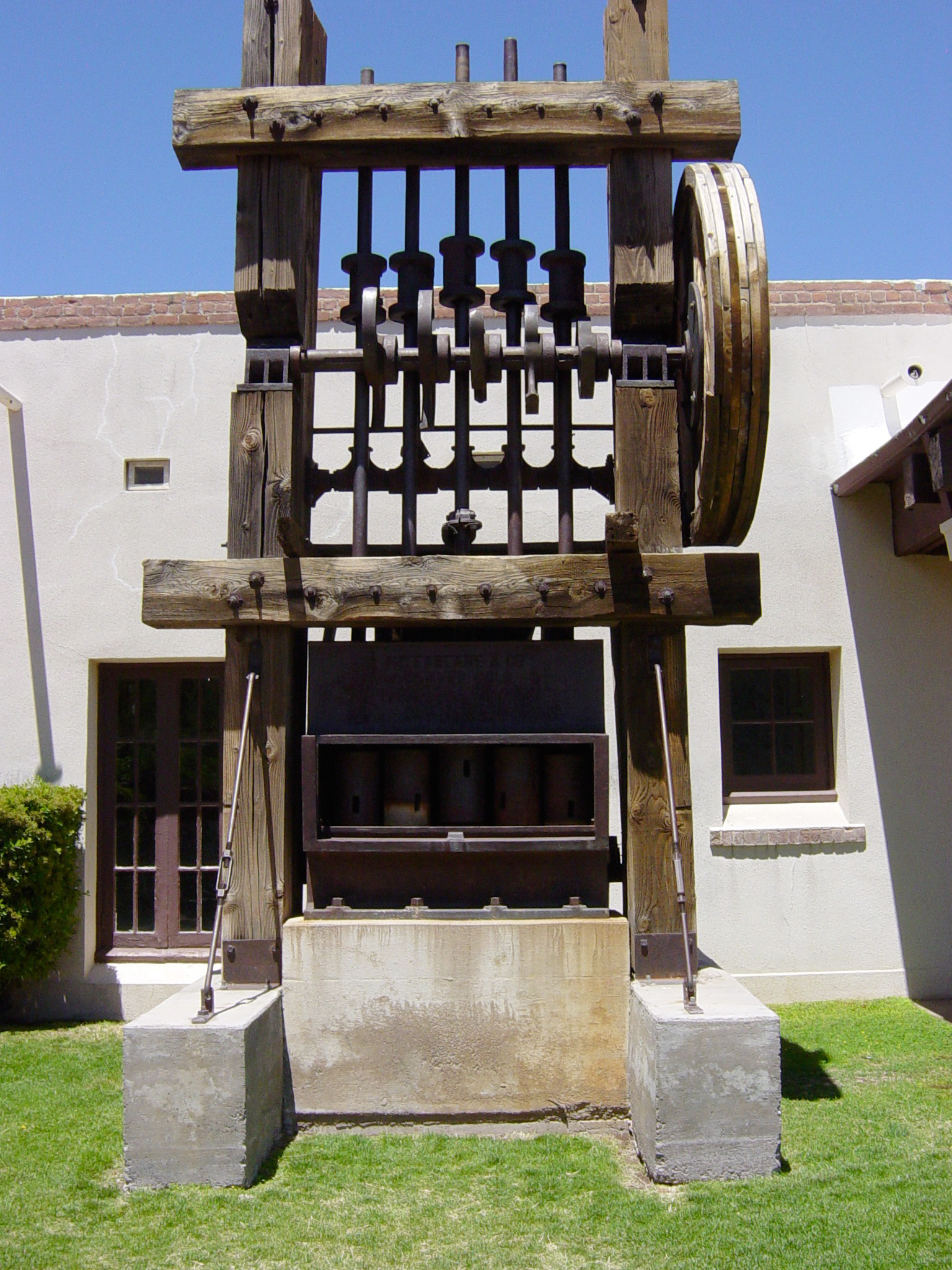
Pochwerk mit 5 Stempel im Außenbereich des Douglas Memorial Mining Museum im Jerome State Historic Park

Der Jerome State Historic Park ist ein State Park, der aus dem Anwesen und Gebäude des Douglas Mansion in Jerome besteht. Dabei handelt es sich um eines der größten Adobe-Lehmziegelbauten in Arizona, in dem ein Museum mit thematischem Schwerpunkt Bergbau-Geschichte untergebracht ist. Zeitweise befand sich in Jerome die größte Kupfermine des Arizona-Territoriums.
Der Jerome State Historic Park liegt an der Arizona State Route 89A zwischen Sedona und Prescott im Yavapai County des US-Bundesstaates Arizona. Das 1 ha große Gelände befindet sich auf einer Höhe von 1597 m.

## Geschichte
1876 steckten drei Prospektoren ihre Claims ab und beanspruchten die reichhaltigen Kupfervorkommen. Sie verkauften 1883 an die United Verde Mining Company. Die ersten Behausungen der Bergarbeiter bestanden nur aus Brettern und Canvas-Planen und die Ansiedelung wurde zu Ehren von Eugene Jerome benannt. Die Transportkosten für die Erzmine überstiegen bald die Gewinne und nach weniger als zwei Jahren musste die Company die Produktion einstellen.
Der neue Besitzer William A. Clark, einer der drei bekannten Kupferbarone aus Butte in Montana, hatte den nötigen Weitblick und Finanzmittel, um 1911 die Bahnlinie Verde Valley Railroad anzulegen und damit die Transportkosten erheblich zu reduzieren. Anfang des 20. Jahrhunderts war die United Verde die ertragreichste Kupfermine im Arizona-Territorium. Mit diesem Erfolg war auch genug Kapital in Jerome, um Gebäude aus Ziegelsteinen, zwei Kirchen, ein Opernhaus, eine Schule und weitere öffentliche Einrichtungen zu bauen.
1912 erwarb James S. Douglas die Little Daisy Mine und baute sie aus. 1916 gab es in Jerome zwei sehr ergiebige Erzminen. Der Höhepunkt des Kupferproduktion war 1929, bis die Weltwirtschaftskrise und Minen mit geringerem Erzgehalt die Situation negativ veränderten. Die Little Daisy Mine wurde 1938 geschlossen. Die Phelps Dodge Corporation  übernahm zwar 1935 die United Verde, aber Gewinnrückgänge führten dennoch 1953 zum Ende des Bergbaus in Jerome.
Das Douglas Mansion wurde von James S. Douglas 1916 als Hotel geplant und erbaut, um Bergbaufunktionäre, Investoren und die Familienangehörigen unterzubringen. Zur Ausstattung gehörten ein Weinkeller, ein Billardzimmer, mit Marmor verkleidete Duschen, eine Dampfheizung und ein Zentralstaubsauger. Das Gebäude selbst ist aus Adobelehmziegeln erbaut, die vor Ort hergestellt wurden.

## Gedenkstätte
1962 übereigneten Lewis und James Douglas, die Söhne von James S. Douglas, das Familienanwesen Douglas Mansion und 2,43 acre Land, um es als Besucherzentrum und Museum in einem State Park nutzbar zu machen. Das Douglas Mansion wurde zum Douglas Memorial Mining Museum umgebaut. Am 16. Oktober 1965 wurde der Jerome State Historic Park als fünfter State Park in Arizona eröffnet. Am 13. November 1966 wurde der State Park als Historic District in das National Register of Historic Places aufgenommen und erhielt den Status einer National Historic Landmark.
Im Außenbereich sind unter anderem Grubenwagen und ein fünfstempeliges Pochwerk, das zum Zerkleinern der Erzbrocken diente, ausgestellt. Ein Picknickbereich ist angegliedert. Der Jerome State Historic Park wurde am 26. Februar 2009 für Renovierungsarbeiten am Gebäude geschlossen. Im Januar 2010 wurde bekanntgegeben, dass sich aus finanziellen Gründen die Wiedereröffnung verzögert. Auch weitere State Parks in Arizona wurden für die Öffentlichkeit geschlossen. Dank eines Zuschusses des Yavapai County konnte er im Oktober 2010 wieder fünf Tage die Woche geöffnet werden.